# 前391年
| 千纪： | 前1千纪 |
| 世纪： | 前5世纪 \| 前4世纪 \| 前3世纪 |
| 年代： | 前420年代 \| 前410年代 \| 前400年代 \| 前390年代 \| 前380年代 \| 前370年代 \| 前360年代                                                                                             |
| 年份： | 前396年 \| 前395年 \| 前394年 \| 前393年 \| 前392年 \| 前391年 \| 前390年 \| 前389年 \| 前388年 \| 前387年 \| 前386年                                                               |
| 纪年： | 周安王十一年 魯穆公二十五年 齊康公十四年 晉烈公二十五年 趙武侯九年 魏武侯五年 韓烈侯九年 秦惠公九年 楚悼王十一年 宋休公五年 衛慎公二十四年 鄭康公五年 燕後簡公二十四年 越王翳二十年 |

## 大事記
- 秦国伐韓国宜陽，取六邑。
- 齊国大夫田和遷齊康公貸於海上，使食一城，以奉其先祀。
- 三晋联合征伐楚国，在大梁、榆关得胜，楚国给秦国钱财，让他帮助双方讲和。
- 科林斯战争中利開翁之役，雅典獲勝。